# 中垣俊之
中垣俊之（日语：／ Nakagaki Toshiyuki，1963年—）是一名日本生物學家，現任北海道大學電子科學研究所所長兼教授。

## 生平
中垣出生於愛知縣豐田市。畢業於愛知縣立豐田西高中，1987年自北海道大學藥學部畢業後，進入愛知縣的一家製藥公司工作。之後，他在擔任愛知縣立旭陵高中的兼職講師的同時，攻讀研究所，並於1997年取得名古屋大學人類資訊學研究科博士學位，指導教授為上田哲男。1997年，他進入位於名古屋市守山區下志段味新設立的理化學研究所仿生控制研究中心擔任控制系統理論研究團隊的博士研究員。2000年起擔任北海道大學電子科學研究所副教授，2010年轉任公立函館未來大學系統資訊科學部教授，2013年返回北海道大學電子科學研究所擔任教授，並於2017年起擔任該研究所所長。

## 研究工作

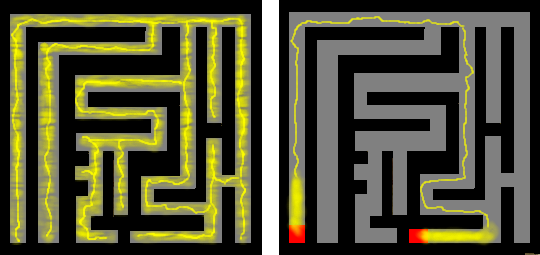
利用黏菌特性尋找迷宮最短路徑的例子

中垣因在藥學部時期參與實驗時接觸到黏菌，並對其深感興趣，因此投入黏菌電腦的研究。他於2000年發表的論文指出，黏菌具有解決迷宮問題的能力，這篇研究被視為奇特的研究，並在2008年獲得搞笑諾貝爾獎認知科學獎的肯定。
隨後，他進一步研究複雜適應系統的解決能力，並於2010年發表論文，指出黏菌能夠重現城市鐵路網的最佳路徑，甚至具備規劃繞行路線以確保冗餘性的能力。這篇研究再度被視為奇特研究，並獲得2010年搞笑諾貝爾獎交通規劃獎。

## 著作
- 中垣俊之. . PHP研究所. 2010-4. ISBN 978-4-569-77786-3.
- 中垣俊之. . 文藝春秋. 2014-10. ISBN 978-4-166-60984-0.
- 中垣俊之（文）斉藤 俊行（絵）. . 福音館書店. 2015-9. ISBN 978-4-834-08186-2.